# Josef Dirnbeck
Josef Dirnbeck (ur. 5 stycznia 1948 w Rotenturm an der Pinka) – austriacki teolog katolicki, reżyser teatralny oraz autor bestsellerów. Rozpoczął swoją działalność pisarską jako autor współczesnych tekstów medytacji (Ich bagann zu beten - "Zacząłem się modlić" - 1973). Pisze głównie humorystyczne i krytyczne książki i sztuki teatralne. Jest członkiem austriackiego PEN Klubu. Obecnie mieszka w Norymberdze.
W języku polskim ukazały się:
- Dobro jest, kiedy je czynisz (niem. "Es gibt nichts Gutes außer man tut es!", 2004) - Wydawnictwo Święty Wojciech, Poznań, 2009, ISBN 978-83-7516-116-8.[3]
- Książka o aniołach - Wydawnictwo Święty Wojciech, Poznań, 2011.